# Ruta Estatal de California 144
La Ruta Estatal de California 144, y abreviada SR 144 (en inglés: California State Route 144) es una carretera estatal estadounidense ubicada en el estado de California. La carretera inicia en el Sur desde la Calle Alameda Padre Serra en Santa Bárbara hacia el Norte en la SR 192     en Santa Bárbara. La carretera tiene una longitud de 3,1 km (1950 mi).

## Mantenimiento
Al igual que las autopistas interestatales, y las rutas federales y el resto de carreteras estatales, la Ruta Estatal de California 144 es administrada y mantenida por el Departamento de Transporte de California por sus siglas en inglés Caltrans.

## Cruces
Toda la ruta se encuentra ubicada dentro de Santa Bárbara en el condado de Santa Bárbara.
| 0.00 | Milpas Street                                 | Continuación más allá de la US 101 |
| 0.00 | US 101                                        | Interchange                        |
| 0.89 | Extremo sur                                   | Extremo sur                        |
| 1.95 | SR 192 (Sycamore Canyon Road, Stanwood Drive) |                                    |
| 1.000 mi = 1.609 km; 1.000 km = 0.621 mi Cerrada/Antigua • Terminal concurrente • Acceso incompleto • Propuesta/Sin abrir |                                               |                                    |